# Lâu đài đẫm máu
Lâu đài đẫm máu (tiếng Anh: Crimson Peak) là phim điện ảnh Mỹ 2015  của đạo diễn Guillermo del Toro, nhà văn del Toro và Matthew Robbins. Phim có sự tham gia của Mia Wasikowska, Tom Hiddleston, Jessica Chastain, Charlie Hunnam và Jim Beaver. Được sản xuất bởi Legendary Pictures và do Universal Pictures phát hành vào ngày 16 tháng 10 năm 2015.

## Phân vai
- Mia Wasikowska vai Edith Cushing
  - Sofia Wells vai Edith nhỏ[8]
- Jessica Chastain vai Lady Lucille Sharpe, chị của Thomas[9]
- Tom Hiddleston vai Sir Thomas Sharpe, chồng của Edith[5][10] a "charming hero with a mysterious past"[11]
- Charlie Hunnam vai Dr. Alan McMichael[10]
- Jim Beaver vai Carter Cushing, ba của Edith[12]
- Emily Coutts vai Eunice McMichael
  - Matia Jackett vai Eunice nhỏ[8]
- Leslie Hopevai Mrs. McMichael, mẹ của Alan[13]
- Burn Gorman vai Holly[14]
- Laura Waddell vai Pamela Upton[15]
- Doug Jones[16]
- Javier Botet[16][17]
- Ron Bottitta vai Diễn viên lồng tiếng[15]